# Pedro da Silva, comendador de Avis
D. Pedro da Silva (c. 1450 - 1512) foi um fidalgo e diplomata português dos séculos XV e XVI, embaixador a Roma no ano de 1492. 

## Biografia
Embora a sua data exata de nascimento não seja conhecida, tendo em conta que seus pais casaram em 1442 e ser ele um dos últimos filhos na ordem de nascimento, é provável que tenha ocorrido por volta do ano de 1450.
Era filho segundogénito do 1.º conde de Abrantes. D. Lopo de Almeida e de sua mulher D. Brites da Silva, filha de Pedro Gonçalves Malafaia e de Isabel Gomes da Silva, da casa dos senhores de Vagos. Sendo assim irmão do 1.º vice-rei da Índia portuguesa, D. Francisco de Almeida e primo irmão do famoso capitão de Safim, Nuno Fernandes de Ataíde.
Como filho segundo, não tendo herdado a casa dos pais, seguiu as carreiras diplomática e militar. Foi comendador-mor da Ordem de Avis e, nessa qualidade, também desempenhou missões diplomáticas, nomeadamente a de Embaixador a Roma no ano de 1492, representando o rei D. João II quando D. Rodrigo de Borja, como papa Alexandre VI, sucedeu a Inocêncio VIII.. Igualmente acompanhou o rei D. Manuel I, em 1498, na sua viagem a Castela e Aragão.
Teve a distinção de as suas armas estarem pintadas no Livro do Armeiro-mor, na sua fl. 56 v, com a particularidade de usar em aliança os símbolos paternos e maternos, pois no escudo esquartelado estão as armas dos Almeidas (1.º e 4.º), que eram as do seu pai, e no 2.º e 3.º as armas dos Silvas, que pertenciam a sua avó materna, a acima referida Isabel Gomes da Silva, filha do 1.º senhor de Vagos.
Usou também o sobrenome (Silva) que lhe vinha por linha feminina, o que só acontecia em cerca de 20% das pessoas da nobreza da época, e menos em homens do que em mulheres; ou seja, correspondeu a um caso relativamente minoritário, em que se quis preservar num filho varão a memória da ascendência materna, e isso não só no brasão como no próprio apelido usado.
Faleceu no ano de 1512. Como membro de uma Ordem Religiosa Militar não podia casar, pelo que não deixou descendentes legítimos, não se lhe conhecendo também descendência por via bastarda.